# Agrotis procellaris
Agrotis procellaris är en fjärilsart som beskrevs av Edward Meyrick 1900. Agrotis procellaris ingår i släktet Agrotis och familjen nattflyn. IUCN kategoriserar arten globalt som utdöd. Inga underarter finns listade i Catalogue of Life.